# Thankful (album de Kelly Clarkson)
Thankful este albumul de debut al interpretei de muzică pop de origine americană Kelly Clarkson. A fost lansat în luna decembrie a anului 2003.
Lansarea acestuia a fost programată la doar câteva luni după terminarea primei ediții a concursului American Idol, dar din cauza greutății cu care s-au confruntat producătorii săi în compunerea unor melodii care să o reprezinte pe Kelly, data oficială a ieșirii pe piață a albumului a fost amânată de câteva ori. Acesta a fost lansat la șase luni după succesul înregistrat de piesa "A Moment Like This", care a devenit single-ul de debut al artistei. Din cauza diferenței de timp dintre lansarea primului single și cea a albumului au existat mici nelămuriri ale ascultătorilor, care inițial nu au știut care e primul single oficial extras de pe "Thankful". Kelly a lămurit situația, confirmând melodia "A Moment Like This" ca primul single oficial.
Albumul s-a dovedit a fi un succes, câștigând prima poziție în topul Billboard 200 cu 297,000 de exemplare vândute în prima săptămână de la lansare. "Thankful" a primit trei discuri de platină, cu peste trei milioane de exemplare vândute. Succesul acestuia pe plan internațional a fost limitat, înregistrând doar 900,000 de copii vândute în afara Statelor Unite ale Americii. 
Două melodii, inițial incluse pe acest album, intitulate "Trace of Gold" și "Today for Me", au fost înlocuite chiar înainte de lansarea oficială a acestuia de către "Amytime" și "A Moment Like This". Exemplarele vândute în primul an de la lansarea albumului conțineau și un program pentru calculator, cu ajutorul cărora putea fi descărcate diverse lucruri despre cântăreață. Acesta a încetat să mai funcționeze odată cu lansarea site-ului său oficial.